# FIM Moto3 junior világbajnokság
A Moto3-as junior világbajnokság egy gyorsaságimotoros sorozat, ahonnan a legjobb motorversenyzők eljuthatnak a Moto3-as (felnőtt) vb-re. 2014-től, a Nemzetközi Motoros Szövetség (FIM) irányításával már hivatalosan is egy nemzetközi szériává vált. Csak úgy, mint a világbajnokságon, az itt induló csapatoknak is a Moto3-as előírásoknak megfelelő, 250 köbcentis motorral engedélyezett a részvétel.

## Története
1998-ban a MotoGP kereskedelmi jogait birtokló Dorna egyezségre jutott az RFME-vel (Royal Spanish Motorcycle Federation - Spanyol Motoros Szövetség) egy új bajnokság létrehozásáról Spanyolországban. Ennek elsődleges célja a '90-es évek végén beinduló spanyol gyorsaságimotoros utánpótlásrendszer kiszolgálása volt, így lényegében egy új spanyol bajnokságként funkcionált. Ez a Campeonato de España de Velocidad nevet kapta - röviden csak CEV-ként szokás rá hivatkozni.
Hamarosan ez lett a világ legerősebb utánpótlás-bajnoksága, ahol a legképzettebb fiatal versenyzők indultak. Emellett korszerű pályákon folytak a versenyek, kedvezőek voltak az éghajlati adottságok és gazdaságilag is stabil lábakon állt a bajnokság (erős szponzorok, volt pénz versenyképes motorokra stb.). Időnként még a világbajnokságon szereplő versenyzők is elindultak egy-egy futamon szabadkártyával, a vb-ről álmodó fiatalok számára pedig szinte megkerülhetetlen állomássá vált a 125 köbcentis, majd később a Moto3-as kategória. A világ minden tájáról érkeztek ide motorosok - olyan szinten nemzetközi lett a mezőny, hogy 2014-re már csak az állandó mezőny egy harmada volt spanyol: 117 versenyző érkezett 23 különböző országból. Ezzel a CEV nemzetközibb széria lett még a felnőtt világbajnokságnál is.
Az FIM ezeket a trendeket látva új korszakot nyitott a CEV életében: hivatalosan is junior világbajnoksággá nevezte ki a CEV Moto3-as kategóriáját, valamint Európa-bajnoksággá nyilvánította a Moto2-es bajnokságot. A Dorna utánpótlásképzési programjában, a Road to MotoGP-ben pedig ez lett az elitbajnokság - az utolsó lépcsőfok a felnőtt vb-re kerüléshez. Többek között olyan bajnokságból érkeznek ide versenyzők, mint az Asia Talent Cup, a British Talent Cup, a Northern Talent Cup, a European Talent Cup, vagy a Red Bull Rookies Cup.
A junior vb státusz pedig abban is megmutatkozott, hogy innentől nem csak Spanyolországon belül rendeztek futamokat, hanem például Le Mans-ban, Estorilban, vagy Portimaóban is.

## Az eddigi bajnokok
2013-ban egy fiatal francia fiú, Fabio Quartararo nyerte (hatalmas meglepetésre) a spanyol bajnokságot, ám mivel 14 évesen még túl fiatal volt a vb-n való részvételhez, maradt még egy évet. Csapatot váltott és a Junior Team Estrella Galicia 0,0 színeiben (Jorge Navarro és Maria Hererra csapattársaként) elsöprő fölénnyel védte meg a címét (11 futamból 9-et megnyert és a fennmaradó kettőn is másodikként intették le). Ezzel hivatalosan ő lett a sportág első junior világbajnoka, 2021-ben pedig a MotoGP-ben felnőtt világbajnoki címet is szerzett.
Országokra bontva eddig Olaszország és Spanyolország a két legeredményesebb 3-3 bajnokkal. A csapatok között a világbajnokságról is ismert Aspar csapat három bajnokot is adott már (Raul Fernandez, Izan Guevara és Daniel Holgado), mögöttük a Laglisse Academy és a Junior Team VR46 Riders Academy áll 2-2 bajnokkal.
| Év   | Bajnok              | Ország        | Csapat                           | Pontszám | Győzelmek | Dobogók | Versenyek száma |
| ---- | ------------------- | ------------- | -------------------------------- | -------- | --------- | ------- | --------------- |
| 2014 | Fabio Quartararo    | Franciaország | Junior Team Estrella Galicia 0,0 | 265      | 9         | 11      | 11              |
| 2015 | Nicolo Bulega       | Olaszország   | Junior Team VR46 Riders Academy  | 189      | 1         | 7       | 12              |
| 2016 | Lorenzo Dalla Porta | Olaszország   | Laglisse Academy                 | 214      | 4         | 9       | 12              |
| 2017 | Dennis Foggia       | Olaszország   | Junior Team VR46 Riders Academy  | 221      | 4         | 9       | 12              |
| 2018 | Raul Fernandez      | Spanyolország | Angel Nieto Team                 | 209      | 3         | 7       | 12              |
| 2019 | Jeremy Alcoba       | Spanyolország | Laglisse Academy                 | 212      | 3         | 9       | 12              |
| 2020 | Izan Guevara        | Kolumbia      | Openbank Aspar Team              | 196      | 5         | 8       | 11              |
| 2021 | Daniel Holgado      | Spanyolország | Aspar Junior Team                | 208      | 5         | 8       | 12              |
| 2022 | José Antonio Rueda  | Spanyolország | Team Estrella Galicia 0,0        | 238      | 5         | 9       | 12              |
| 2023 | Ángel Piqueras      | Spanyolország | Team Estrella Galicia 0,0        | 220      | 4         | 9       | 12              |
| 2024 | Álvaro Carpe        | Spanyolország | STV Laglisse Racing              | 157      | 3         | 6       | 12              |